# Bacini idrografici padano-liguri

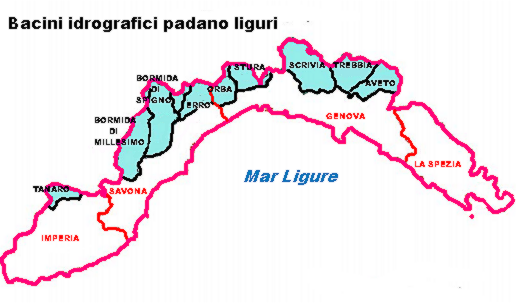
In azzurro sono evidenziati i bacini idrografici padano liguri

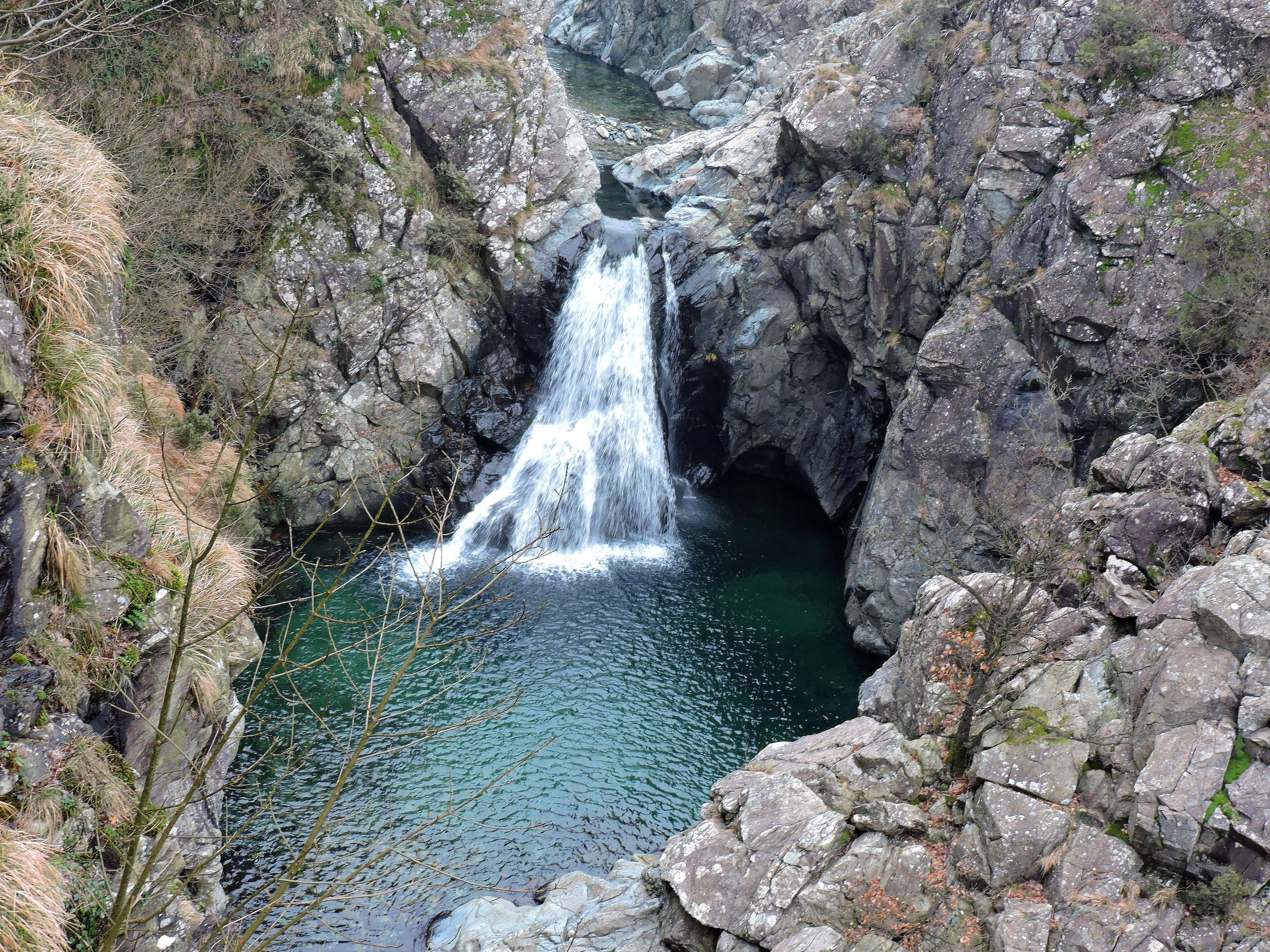
La cascata del Serpente sul torrente Masone, un affluente totalmente ligure della Stura di Ovada

i bacini idrografici padano-liguri si sono quei bacini idrografici compresi amministrativamente nella regione Liguria che fanno parte del Bacino idrografico padano.
Come nel resto della Pianura Padana, la gestione idraulica di tali aree è di competenza dell'Autorità di bacino distrettuale del fiume Po.
La maggior parte del territorio regionale ligure è compreso nel bacino ligure-tirrenico (detto anche ligure marittimo) e solo circa un terzo fa parte del bacino padano. Complessivamente si tratta di circa 1580 Km quadrati.
I bacini che ne fanno parte sono:
- Tanaro, che in piccola parte ricade in provincia di Imperia perché i suoi due rami sorgentizi (Tanarello e Negrone) scorrono nei comuni di Triora e Mendatica per quanto riguarda il primo ramo e nel comune di Cosio d'Arroscia per la parte alta del secondo ramo. Inoltre vi è un ulteriore affluente di destra, il rio dei Boschetti,[2] che nasce nei pressi del Colle di Nava (comune di Pornassio) e confluisce nel Tanaro in località Ponte di Nava. Anche il territorio del comune di Massimino (SV), idrograficamente parte della Val Tanaro, appartiene alla Liguria.
- Bormida, che scorre in parte in provincia di Savona e si divide in Bormida di Millesimo e Bormida di Spigno, a sua volta formato dalla Bormida di Mallare e dalla Bormida di Pallare. Altri affluenti della Bormida parzialmente liguri sono il Valla, l'Erro e l'Orba (che a sua volta ha come tributario la Stura di Masone).
- Scrivia, il cui alto corso è compreso nella Provincia di Genova. I principali affluenti tributari che scorrono in parte o totalmente in Provincia di Genova sono Brevenna e Vobbia.
- Trebbia, il cui alto corso è compreso nella Provincia di Genova. Il principale affluente del Trebbia che scorre in Provincia di Genova è l'Aveto, che si unisce al Trebbia in territorio emiliano.

## Importanza e utilità

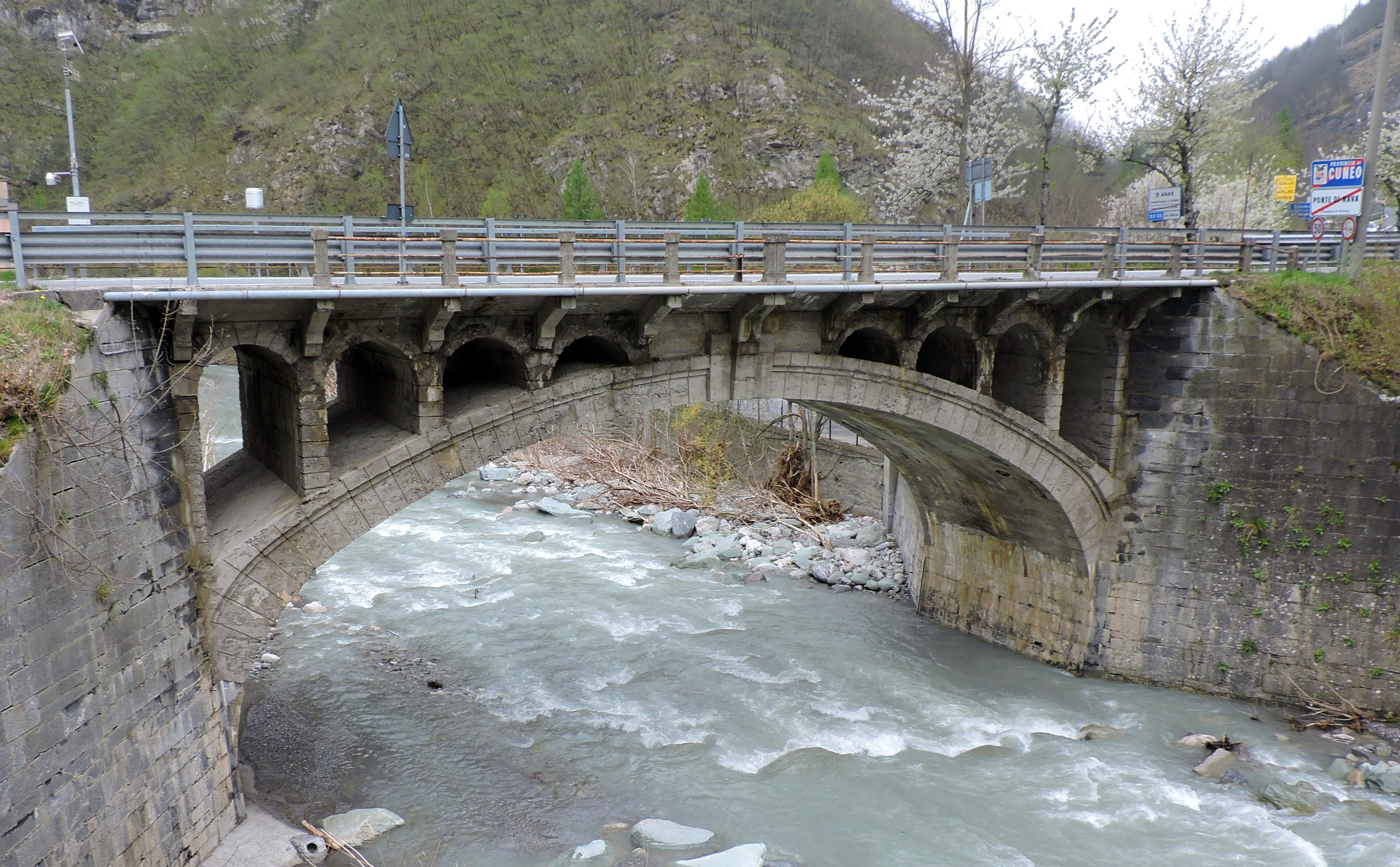
Il ponte di Nava sul Tanaro, al confine tra Piemonte e Liguria

La distinzione tra il versante padano e quello ligure della regione è molto importante per i fini meteorologici e di Protezione Civile poiché esiste una diversa conformazione del territorio. 
Inoltre i corsi d'acqua hanno caratteristiche fisico-chimiche diverse da quelle dei corsi d'acqua tirrenici ed hanno una fauna ittica molto diversa. 